# Ержабек, Владимир
Владимир Ержабек (чеш. Vladimír Jeřábek; род. 25 февраля 1959, Мост, Северочешский край) — чешский хоккеист, нападающий. Известен по выступлениям за клуб «Литвинов».

## Биография
Владимир Ержабек почти всю свою карьеру провёл в клубе «Литвинов». В 1-й половине 90-х годов играл в Италии. Является единственным хоккеистом — обладателем всех 4-х серебряных медалей, завоёванных «Литвиновым». За сборную Чехословакии провёл 3 матча, в составе молодёжной сборной стал серебряным призёром чемпионата мира 1979 года. После окончания карьеры хоккеиста стал тренером, работал в различных чешских клубах, в том числе в Экстралиге тренировал «Литвинов», «Всетин», «Комету» и «Младу Болеслав»

## Достижения
- Серебряный призёр молодёжного чемпионата мира 1979
- Серебряный призёр чемпионата Чехословакии 1978, 1984, 1991
- Серебряный призёр чешской Экстралиги 1996
- Бронзовый призёр чемпионата Чехословакии 1982, 1990

## Статистика
- Чемпионат Чехии (Чехословакии) — 518 игр, 464 очка (212+252)
- Евролига — 3 игры, 2 очка (0+2)
- Сборная Чехословакии — 3 игры
- Всего за карьеру — 524 игры, 466 очков (212+254)